# 英国铁路379型电力动车组
英國鐵路379型電聯車  是由原東盎格利亞全國特快（英語：National Express East Anglia）於2009年4月訂購的英國電聯車，最初乃用於行駛史坦斯特機場快線（英語：Stansted Express）。現由大盎格利亞鐵路營運。
本型車標準座位為一排四個座位，採2+2配置；頭等艙為一排三個座位，採1+2配置。行駛機場路線的列車配有大型行李架。
本型車有 Wi-Fi 無線網路供乘客使用，也用於控制室與座位訂位情形、監視攝影機、搭乘資訊、監測系統之連結。

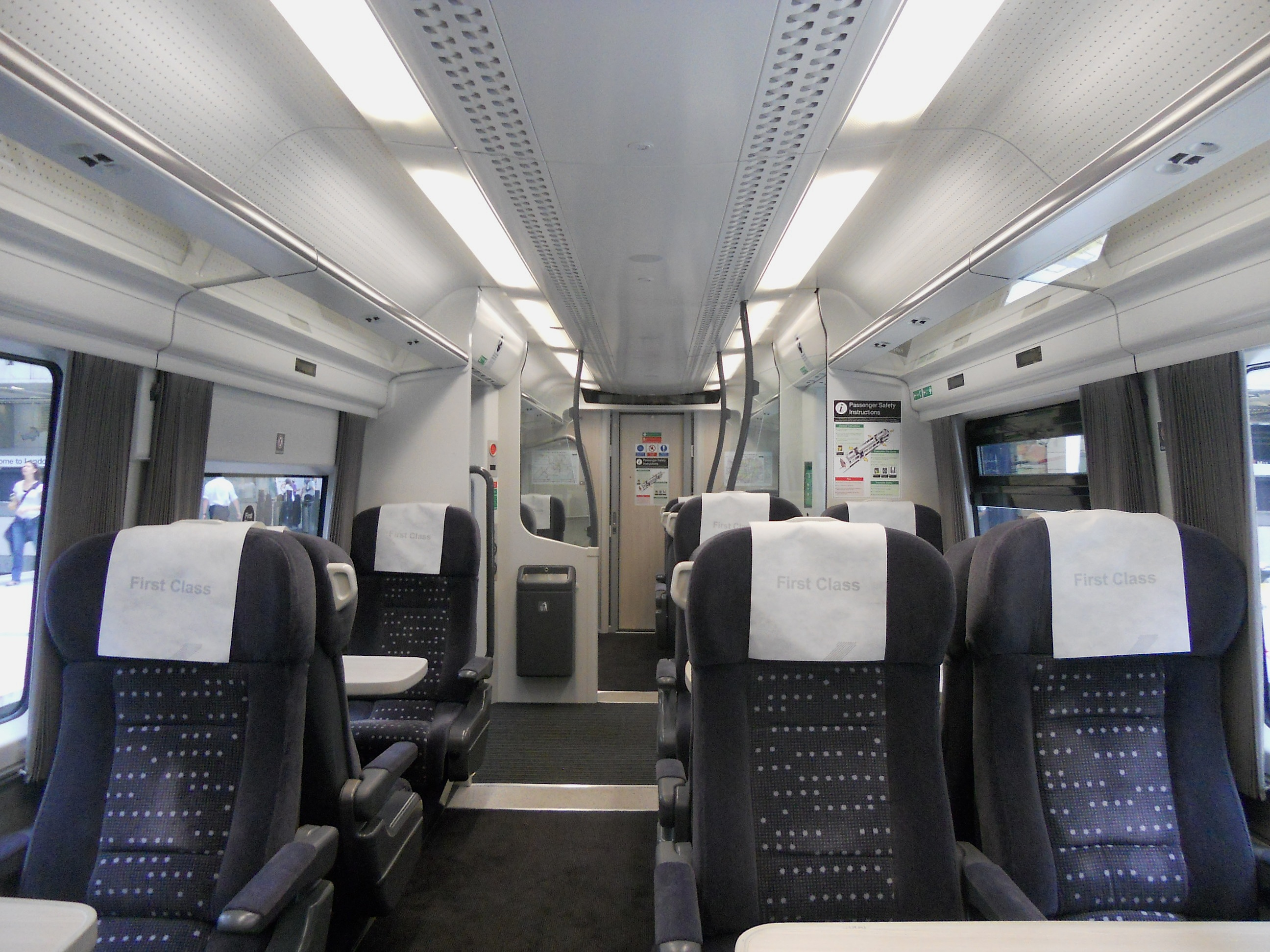
英國鐵路379型電聯車頭等艙

## 營運

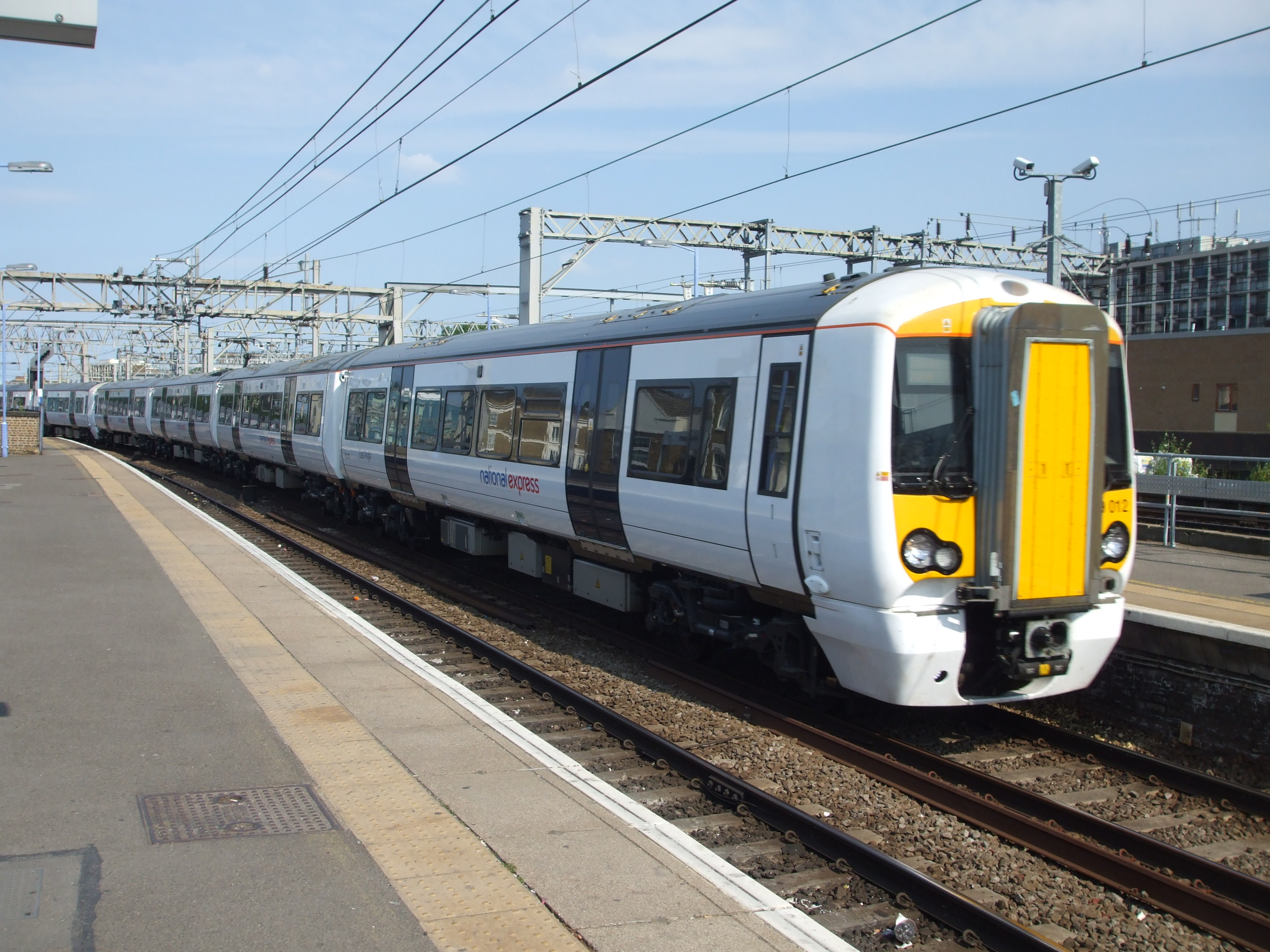
先前屬於National Express East Anglia的379012車，行駛史坦斯德機場快線，途經 Bethnal Green 車站。

最先投入營運的是編號379005 與 379006兩組車，於2011年3月17日行駛史坦斯特機場快線。2011年5月又有18組車投入史坦斯特機場快線，每列車以八輛（兩組）或12輛（三組）編成。
剩下的10組則是在2011年夏天開始行駛往劍橋的路線。目前本型車是由大盎格利亞鐵路營運。 

## 電池動力電聯車試驗
於2015年1月12日，Network Rail使用編號 379013 車，測試電池動力電聯車。